# Liste der Baudenkmale in Osnabrück (Straßen A–K)
In der Liste der Baudenkmale in Osnabrück (Straßen A–K) sind alle Baudenkmale in den Straßen A–K der niedersächsischen Gemeinde Osnabrück aufgelistet. Die Baudenkmale in den Straßen L–Z sind in der Liste der Baudenkmale in Osnabrück (Straßen L–Z) erfasst. Die Außenbereiche sind in einer eigenen Liste der Baudenkmale in Osnabrück (Außenbereiche) erfasst. Die Quelle der Baudenkmale ist der Denkmalatlas Niedersachsen. Der Stand der Liste ist der 15. September 2022.

## Allgemein
In den Spalten befinden sich folgende Informationen:
- Lage: die Adresse des Baudenkmales und die geographischen Koordinaten. Kartenansicht, um Koordinaten zu setzen. In der Kartenansicht sind Baudenkmale ohne Koordinaten mit einem roten Marker dargestellt und können in der Karte gesetzt werden. Baudenkmale ohne Bild sind mit einem blauen Marker gekennzeichnet, Baudenkmale mit Bild mit einem grünen Marker.
- Bezeichnung: Bezeichnung des Baudenkmales
- Beschreibung: die Beschreibung des Baudenkmales. Unter § 3 Abs. 2 NDSchG werden Einzeldenkmale und unter § 3 Abs. 3 NDSchG Gruppen baulicher Anlagen und deren Bestandteile ausgewiesen.
- ID: die Objekt-ID des Baudenkmales
- Bild: ein Bild des Baudenkmales, ggf. zusätzlich mit einem Link zu weiteren Fotos des Baudenkmals im Medienarchiv Wikimedia Commons. Wenn man auf das Kamerasymbol klickt, können Fotos zu Baudenkmalen aus dieser Liste hochgeladen werden:

## A
| Lage                                                     | Bezeichnung                                | Beschreibung                                  | ID       | Bild           |
| -------------------------------------------------------- | ------------------------------------------ | --------------------------------------------- | -------- | -------------- |
| Adolfstraße 8 / 10 52° 16′ 27″ N, 8° 1′ 52″ O            | Doppelhaus                                 |                                               | 43814679 |                |
| Adolfstraße 11 52° 16′ 26″ N, 8° 1′ 54″ O                | Wohnhaus                                   |                                               | 43808490 |                |
| Adolfstraße 13 52° 16′ 26″ N, 8° 1′ 54″ O                | Wohnhaus                                   |                                               | 43799749 |                |
| Adolfstraße 15 52° 16′ 25″ N, 8° 1′ 54″ O                | Wohnhaus                                   |                                               | 43795263 |                |
| Adolfstraße 17 52° 16′ 25″ N, 8° 1′ 54″ O                | Wohnhaus                                   |                                               | 43790685 |                |
| Adolfstraße 19 52° 16′ 25″ N, 8° 1′ 54″ O                | Wohnhaus                                   |                                               | 43798036 |                |
| Adolfstraße 21 52° 16′ 24″ N, 8° 1′ 54″ O                | Wohnhaus                                   |                                               | 43804828 |                |
| Adolfstraße 23 52° 16′ 24″ N, 8° 1′ 54″ O                | Wohnhaus                                   |                                               | 43805386 |                |
| Adolfstraße 25 52° 16′ 23″ N, 8° 1′ 54″ O                | Wohnhaus                                   |                                               | 43806434 |                |
| Adolfstraße 26 52° 16′ 24″ N, 8° 1′ 53″ O                | Wohnhaus                                   |                                               | 43814659 |                |
| Adolfstraße 32 52° 16′ 22″ N, 8° 1′ 52″ O                | Wohnhaus                                   |                                               | 43806730 |                |
| Adolfstraße 34 52° 16′ 22″ N, 8° 1′ 53″ O                | Wohnhaus                                   |                                               | 43806870 |                |
| Adolfstraße 36 52° 16′ 21″ N, 8° 1′ 53″ O                | Wohnhaus                                   |                                               | 43807627 |                |
| Adolfstraße 38 52° 16′ 21″ N, 8° 1′ 53″ O                | Wohnhaus                                   |                                               | 43807909 |                |
| Albertstraße 25 52° 16′ 35″ N, 8° 1′ 23″ O               | Wohnhaus                                   |                                               | 49098915 | Weitere Bilder |
| Alte Münze 10 52° 16′ 22″ N, 8° 2′ 46″ O                 | Wohnhaus                                   |                                               | 43807781 | BW             |
| Alte Münze 12 52° 16′ 22″ N, 8° 2′ 44″ O                 | Wohnhaus                                   |                                               | 43806478 | BW             |
| Alte Münze 16 52° 16′ 23″ N, 8° 2′ 44″ O                 | Provinzial-Taubstummenanstalt              | heute Universitätsbibliothek Osnabrück        | 43804631 |                |
| Am Ledenhof 5 52° 16′ 21″ N, 8° 2′ 43″ O                 | Herrenhaus                                 |                                               | 43804727 | Weitere Bilder |
| Am Ledenhof 5 52° 16′ 21″ N, 8° 2′ 42″ O                 | Steinwerk                                  |                                               | 44125970 |                |
| An der Katharinenkirche 52° 16′ 23″ N, 8° 2′ 34″ O       | St. Katharinen (Kirche)                    |                                               | 43790542 | Weitere Bilder |
| An der Katharinenkirche 1 52° 16′ 25″ N, 8° 2′ 39″ O     | Grüner Jäger                               |                                               | 43804850 | Weitere Bilder |
| An der Katharinenkirche 4 52° 16′ 23″ N, 8° 2′ 37″ O     | St. Katharinen (Pfarrhaus)                 |                                               | 43804872 |                |
| An der Katharinenkirche 4 52° 16′ 23″ N, 8° 2′ 36″ O     | Einfriedung                                |                                               | 44126543 | BW             |
| An der Katharinenkirche 7 / 8 52° 16′ 23″ N, 8° 2′ 35″ O | St. Katharinen (Pfarrhaus)                 |                                               | 43804897 | Weitere Bilder |
| An der Katharinenkirche 7 / 8 52° 16′ 23″ N, 8° 2′ 36″ O | Einfriedung                                |                                               | 44126826 | BW             |
| An der Katharinenkirche 8a 52° 16′ 22″ N, 8° 2′ 32″ O    | Wohnhaus                                   |                                               | 43810072 | BW             |
| An der Katharinenkirche 8a 52° 16′ 22″ N, 8° 2′ 33″ O    | Einfriedung                                |                                               | 44132979 | BW             |
| An der Katharinenkirche 10 52° 16′ 24″ N, 8° 2′ 36″ O    | Mauer- und Portalreste des Barfüßerkloster | Umfassungsmauer des Barfüßerkloster Osnabrück | 43804922 |                |
| An der Marienkirche 6–9 52° 16′ 42″ N, 8° 2′ 32″ O       | Evangelische Schule/Gemeindehaus           |                                               | 43804946 |                |
| An der Marienkirche 52° 16′ 40″ N, 8° 2′ 31″ O           | Marienkirche                               |                                               | 43790251 | Weitere Bilder |
| Arndtplatz 1 52° 16′ 17″ N, 8° 2′ 17″ O                  | Wohnhaus                                   |                                               | 43805061 | BW             |
| Arndtplatz 2a 52° 16′ 19″ N, 8° 2′ 14″ O                 | Wohnhaus                                   |                                               | 43790707 | BW             |
| Arndtstraße 5 52° 16′ 26″ N, 8° 2′ 16″ O                 | Wohnhaus                                   |                                               | 43790728 | BW             |
| Arndtstraße 6 52° 16′ 25″ N, 8° 2′ 16″ O                 | Wohnhaus                                   |                                               | 43790754 | BW             |
| Arndtstraße 7 52° 16′ 25″ N, 8° 2′ 16″ O                 | Wohnhaus                                   |                                               | 43790779 | BW             |
| Arndtstraße 8 52° 16′ 24″ N, 8° 2′ 16″ O                 | Wohnhaus                                   |                                               | 43790805 | BW             |
| Arndtstraße 9 52° 16′ 24″ N, 8° 2′ 16″ O                 | Wohnhaus                                   |                                               | 43790830 | BW             |
| Arndtstraße 10 52° 16′ 23″ N, 8° 2′ 16″ O                | Wohnhaus                                   |                                               | 43790855 | BW             |
| Arndtstraße 11 52° 16′ 23″ N, 8° 2′ 16″ O                | Wohnhaus                                   |                                               | 43790878 | BW             |
| Arndtstraße 12 52° 16′ 22″ N, 8° 2′ 16″ O                | Wohnhaus                                   |                                               | 43790903 | BW             |
| Arndtstraße 13 52° 16′ 21″ N, 8° 2′ 16″ O                | Wohnhaus                                   |                                               | 43790928 | BW             |
| Arndtstraße 34 52° 16′ 21″ N, 8° 2′ 17″ O                | Wohnhaus                                   |                                               | 43790953 | BW             |
| Arndtstraße 35 52° 16′ 21″ N, 8° 2′ 17″ O                | Wohnhaus                                   |                                               | 43790978 | BW             |
| Arndtstraße 39 52° 16′ 24″ N, 8° 2′ 17″ O                | Wohnhaus                                   |                                               | 43791004 | BW             |
| Arndtstraße 40 52° 16′ 24″ N, 8° 2′ 17″ O                | Wohnhaus                                   |                                               | 43791027 | BW             |
| Arndtstraße 41 52° 16′ 24″ N, 8° 2′ 17″ O                | Wohnhaus                                   |                                               | 43791050 | BW             |
| Arndtstraße 42 52° 16′ 25″ N, 8° 2′ 18″ O                | Wohnhaus                                   |                                               | 43791076 | BW             |
| Arndtstraße 44 52° 16′ 26″ N, 8° 2′ 18″ O                | Wohnhaus                                   |                                               | 43791126 | BW             |
| Arndtstraße 43 52° 16′ 25″ N, 8° 2′ 18″ O                | Wohnhaus                                   |                                               | 43791102 | BW             |
| Arndtstraße 45 52° 16′ 27″ N, 8° 2′ 18″ O                | Wohn-/ Geschäftshaus                       |                                               | 43791151 | BW             |
| Arndtstraße 45 52° 16′ 27″ N, 8° 2′ 20″ O                | Gartenpavillon                             |                                               | 44000617 | BW             |
| Arndtstraße 45 52° 16′ 26″ N, 8° 2′ 19″ O                | Gartenmauer                                |                                               | 43816017 | BW             |
| Arndtstraße 46 52° 16′ 27″ N, 8° 2′ 17″ O                | Wohn-/ Geschäftshaus                       |                                               | 43791180 | BW             |
| Arndtstraße 46 52° 16′ 29″ N, 8° 2′ 19″ O                | Gartenpavillon                             |                                               | 43816042 | BW             |
| Arndtstraße 46 52° 16′ 28″ N, 8° 2′ 19″ O                | Gartenmauer                                |                                               | 44153168 | BW             |
| Arndtstraße 52 52° 16′ 30″ N, 8° 2′ 18″ O                | Gartenmauer                                |                                               | 43791231 | BW             |
| Augustenburger Straße 2 52° 16′ 22″ N, 8° 2′ 4″ O        | Wohnhaus                                   |                                               | 43791723 |                |
| Augustenburger Straße 4 52° 16′ 22″ N, 8° 2′ 3″ O        | Wohnhaus                                   |                                               | 43791745 |                |
| Augustenburger Straße 4a 52° 16′ 22″ N, 8° 2′ 2″ O       | Wohnhaus                                   |                                               | 43791768 |                |
| Augustenburger Straße 6 52° 16′ 22″ N, 8° 2′ 1″ O        | Wohnhaus                                   |                                               | 43791790 |                |
| Augustenburger Straße 6a 52° 16′ 22″ N, 8° 2′ 1″ O       | Wohnhaus                                   |                                               | 43791812 |                |
| Augustenburger Straße 8 52° 16′ 22″ N, 8° 2′ 0″ O        | Wohnhaus                                   |                                               | 43791834 |                |
| Augustenburger Straße 10 52° 16′ 22″ N, 8° 1′ 58″ O      | Wohnhaus                                   |                                               | 43791856 |                |
| Augustenburger Straße 12 52° 16′ 23″ N, 8° 1′ 58″ O      | Wohnhaus                                   |                                               | 43791878 |                |
| Augustenburger Straße 14 52° 16′ 23″ N, 8° 1′ 57″ O      | Wohnhaus                                   |                                               | 43791900 |                |
| Augustenburger Straße 16 52° 16′ 23″ N, 8° 1′ 56″ O      | Wohnhaus                                   |                                               | 43791924 |                |
| Augustenburger Straße 18 52° 16′ 23″ N, 8° 1′ 56″ O      | Wohnhaus                                   |                                               | 43791947 |                |
| Augustenburger Straße 20 52° 16′ 23″ N, 8° 1′ 55″ O      | Wohnhaus                                   |                                               | 43791969 |                |
| Augustenburger Straße 22 52° 16′ 23″ N, 8° 1′ 54″ O      | Wohnhaus                                   |                                               | 43791991 |                |
| Augustenburger Straße 24 52° 16′ 23″ N, 8° 1′ 54″ O      | Wohnhaus                                   |                                               | 43792013 |                |

## B
| Lage                                                 | Bezeichnung                                | Beschreibung            | ID       | Bild           |
| ---------------------------------------------------- | ------------------------------------------ | ----------------------- | -------- | -------------- |
| Bergstraße 8 52° 16′ 35″ N, 8° 2′ 15″ O              | Stadtkrankenhaus / Stüvehaus (VHS)         |                         | 43790462 | Weitere Bilder |
| Bergstraße 8 52° 16′ 35″ N, 8° 2′ 16″ O              | Stüve-Denkmal                              | Heinrich Pohlmann, 1882 | 43805362 |                |
| Bergstraße 10 52° 16′ 35″ N, 8° 2′ 12″ O             | Wohnhaus                                   |                         | 43805408 |                |
| Bergstraße 15 52° 16′ 35″ N, 8° 2′ 8″ O              | Villa                                      |                         | 43805432 |                |
| Bergstraße 16 52° 16′ 37″ N, 8° 2′ 9″ O              | Bergkirche                                 |                         | 43805454 | Weitere Bilder |
| Bergstraße 19 52° 16′ 36″ N, 8° 2′ 6″ O              | Villa                                      |                         | 43805481 |                |
| Bergstraße 24 52° 16′ 39″ N, 8° 2′ 5″ O              | Villa                                      |                         | 43805501 |                |
| Bergstraße 24 52° 16′ 39″ N, 8° 2′ 4″ O              | Einfriedung                                |                         | 44128286 | BW             |
| Bergstraße 36 52° 16′ 43″ N, 8° 2′ 3″ O              | ehem. Windmühle (Graupenmühle)             |                         | 43805522 |                |
| Bergstraße 42 52° 16′ 43″ N, 8° 2′ 3″ O              | Villa                                      |                         | 43805545 |                |
| Bergstraße 46 52° 16′ 45″ N, 8° 2′ 3″ O              | Villa                                      |                         | 43805567 | BW             |
| Bergstraße 49 52° 16′ 45″ N, 8° 2′ 1″ O              | Haus Lambrecht                             |                         | 43805587 | BW             |
| Bergstraße 49 52° 16′ 45″ N, 8° 1′ 59″ O             | Garten                                     |                         | 44129002 | BW             |
| Bierstraße 7 52° 16′ 42″ N, 8° 2′ 22″ O              | Steinwerk                                  |                         | 43805634 |                |
| Bierstraße 23 52° 16′ 39″ N, 8° 2′ 27″ O             | Steinwerk                                  |                         | 43792131 | BW             |
| Bierstraße 24 52° 16′ 38″ N, 8° 2′ 27″ O             | Hotel Walhalla                             |                         | 43792155 | Weitere Bilder |
| Bierstraße 25 52° 16′ 38″ N, 8° 2′ 27″ O             | Wohnhaus                                   |                         | 43792180 |                |
| Bierstraße 28 52° 16′ 40″ N, 8° 2′ 27″ O             | Verwaltungsgebäude                         |                         | 43792203 | BW             |
| Bismarckstraße 19 52° 16′ 35″ N, 8° 1′ 45″ O         | Wohnhaus                                   |                         | 43792224 |                |
| Bismarckstraße 21 52° 16′ 35″ N, 8° 1′ 44″ O         | Wohnhaus                                   |                         | 43792245 |                |
| Bismarckstraße 23 52° 16′ 35″ N, 8° 1′ 43″ O         | Wohnhaus                                   |                         | 43792267 |                |
| Blumenthalstraße 52° 16′ 36″ N, 8° 1′ 41″ O          | Pflasterstraße                             |                         | 43811318 | BW             |
| Blumenthalstraße 10 / 10a 52° 16′ 36″ N, 8° 1′ 40″ O | Doppelhaus                                 |                         | 43805703 | BW             |
| Blumenthalstraße 14 52° 16′ 40″ N, 8° 1′ 24″ O       | Caprivikaserne (Haus 1 Wohnhaus)           |                         | 43793160 |                |
| Blumenthalstraße 14 52° 16′ 40″ N, 8° 1′ 27″ O       | Caprivikaserne (Haus 2)                    |                         | 43793184 |                |
| Blumenthalstraße 14 52° 16′ 40″ N, 8° 1′ 29″ O       | Caprivikaserne (Haus 3 Latrine)            |                         | 43793256 |                |
| Blumenthalstraße 14 52° 16′ 40″ N, 8° 1′ 31″ O       | Caprivikaserne (Haus 5 Wirtschaftsgebäude) |                         | 43793233 |                |
| Blumenthalstraße 14 52° 16′ 40″ N, 8° 1′ 33″ O       | Caprivikaserne (Haus 6 Latrine)            |                         | 43793281 |                |
| Blumenthalstraße 14 52° 16′ 41″ N, 8° 1′ 36″ O       | Caprivikaserne (Haus 7)                    |                         | 43793209 |                |
| Blumenthalstraße 14 52° 16′ 39″ N, 8° 1′ 38″ O       | Caprivikaserne (Haus 12 Exerzierhalle)     |                         | 43793304 |                |
| Blumenthalstraße 14 52° 16′ 38″ N, 8° 1′ 34″ O       | Caprivikaserne (Haus 17 Fahrzeughalle)     |                         | 43810575 | BW             |
| Blumenthalstraße 14 52° 16′ 38″ N, 8° 1′ 35″ O       | Caprivikaserne (Haus 18)                   |                         | 43810546 | BW             |
| Blumenthalstraße 14 52° 16′ 38″ N, 8° 1′ 37″ O       | Caprivikaserne (Haus 19 Kammergebäude)     |                         | 43793351 | BW             |
| Blumenthalstraße 14 52° 16′ 38″ N, 8° 1′ 38″ O       | Caprivikaserne (Haus 20 Wache)             |                         | 43793327 |                |
| Blumenthalstraße 32 52° 16′ 38″ N, 8° 1′ 41″ O       | Studienseminar                             |                         | 43805727 | BW             |
| Blumenthalstraße 38 52° 16′ 35″ N, 8° 1′ 42″ O       | Wohnhaus                                   |                         | 43793075 | BW             |
| Blumenthalstraße 41 52° 16′ 33″ N, 8° 1′ 43″ O       | ehem. Werkwohnungen Fa. Kromschröder       |                         | 43805750 | BW             |
| Blumenthalstraße 41 52° 16′ 33″ N, 8° 1′ 43″ O       | Vorgarten                                  |                         | 44129136 | BW             |
| Bocksmauer 1 52° 16′ 36″ N, 8° 2′ 20″ O              | Wohnhaus                                   |                         | 43793396 | BW             |
| Bocksmauer 2 52° 16′ 36″ N, 8° 2′ 20″ O              | Wohnhaus                                   |                         | 43793418 | BW             |
| Bocksmauer 3 52° 16′ 37″ N, 8° 2′ 20″ O              | Wohnhaus                                   |                         | 43793441 | BW             |
| Bocksmauer 4 / 5 52° 16′ 37″ N, 8° 2′ 19″ O          | Wohnhaus                                   |                         | 43793464 | BW             |
| Bocksmauer 6 52° 16′ 37″ N, 8° 2′ 19″ O              | Wohnhaus                                   |                         | 43793487 | BW             |
| Bocksmauer 6a 52° 16′ 38″ N, 8° 2′ 19″ O             | Wohnhaus                                   |                         | 43793509 | BW             |
| Bocksmauer 7 / 8 52° 16′ 38″ N, 8° 2′ 19″ O          | Wohn-/ Geschäftshaus                       |                         | 43793531 | Weitere Bilder |
| Bocksmauer 9 52° 16′ 39″ N, 8° 2′ 19″ O              | Wohnhaus                                   |                         | 43793554 |                |
| Bocksmauer 10 52° 16′ 39″ N, 8° 2′ 19″ O             | Wohnhaus                                   |                         | 43793576 | BW             |
| Bocksmauer 12–18 52° 16′ 41″ N, 8° 2′ 20″ O          | ehem. Armenhäuser u. Fleischscharren       |                         | 43793598 | Weitere Bilder |
| Bocksmauer 19 52° 16′ 42″ N, 8° 2′ 20″ O             | Wohnhaus                                   |                         | 43792311 | BW             |

## C
| Lage                                        | Bezeichnung                   | Beschreibung | ID       | Bild           |
| ------------------------------------------- | ----------------------------- | ------------ | -------- | -------------- |
| Caprivistraße 1 52° 16′ 33″ N, 8° 1′ 18″ O  | Berufsfachschule für Hebammen |              | 43793007 |                |
| Caprivistraße 1 52° 16′ 35″ N, 8° 1′ 17″ O  | Wäscherei                     |              | 43793030 |                |
| Caprivistraße 30 52° 16′ 37″ N, 8° 1′ 22″ O | Villa                         |              | 43806099 | Weitere Bilder |

## D
| Lage                                            | Bezeichnung                 | Beschreibung                        | ID       | Bild           |
| ----------------------------------------------- | --------------------------- | ----------------------------------- | -------- | -------------- |
| Dammstraße 52° 16′ 13″ N, 8° 3′ 33″ O           | Eisenbahnbrücke             |                                     | 44213009 | BW             |
| Detmarstraße 4–6 52° 16′ 19″ N, 8° 3′ 11″ O     | Textilfabrik Wehrmeyer      |                                     | 43810224 |                |
| Dielinger Straße 13a 52° 16′ 33″ N, 8° 2′ 24″ O | Museum (Steinwerk)          |                                     | 43806206 | Weitere Bilder |
| Dielinger Straße 43 52° 16′ 34″ N, 8° 2′ 32″ O  | Wohn-/ Geschäftshaus        |                                     | 43806231 |                |
| Domhof 4 a-c 52° 16′ 38″ N, 8° 2′ 36″ O         | sogen. ALFA-Haus            |                                     | 43806273 |                |
| Domhof 6 52° 16′ 36″ N, 8° 2′ 37″ O             | Wohn-/ Geschäftshaus        |                                     | 43806342 |                |
| Domhof 10 / 11 52° 16′ 35″ N, 8° 2′ 40″ O       | Stadttheater                | Hauptspielort des Theater Osnabrück | 43806365 | Weitere Bilder |
| Dielinger Straße 43 52° 16′ 34″ N, 8° 2′ 32″ O  | Wohn-/ Geschäftshaus        |                                     | 43810224 |                |
| Domhof 52° 16′ 40″ N, 8° 2′ 37″ O               | Denkmal (sogen. Löwenpudel) |                                     | 43806252 | Weitere Bilder |
| Domhof 12 52° 16′ 38″ N, 8° 2′ 40″ O            | Kuriengebäude               |                                     | 43794654 |                |

## E
| Lage                                                   | Bezeichnung           | Beschreibung | ID       | Bild |
| ------------------------------------------------------ | --------------------- | ------------ | -------- | ---- |
| Erich-Maria-Remarque-Ring 9 52° 16′ 37″ N, 8° 2′ 58″ O | Zweite Domvolksschule |              | 43794678 |      |

## F
| Lage                                          | Bezeichnung | Beschreibung | ID       | Bild |
| --------------------------------------------- | ----------- | ------------ | -------- | ---- |
| Friedrichstraße 6 52° 16′ 30″ N, 8° 1′ 40″ O  | Wohnhaus    |              | 43794703 |      |
| Friedrichstraße 8 52° 16′ 30″ N, 8° 1′ 40″ O  | Wohnhaus    |              | 43794725 |      |
| Friedrichstraße 10 52° 16′ 31″ N, 8° 1′ 39″ O | Wohnhaus    |              | 43794747 |      |
| Friedrichstraße 12 52° 16′ 31″ N, 8° 1′ 38″ O | Wohnhaus    |              | 43794771 |      |

## G
| Lage                                                | Bezeichnung                | Beschreibung | ID       | Bild           |
| --------------------------------------------------- | -------------------------- | --- | -------- | -------------- |
| Goethering 14 52° 16′ 28″ N, 8° 3′ 13″ O            | Wohnhaus                   | | 43806621 |                |
| Große Domsfreiheit 52° 16′ 46″ N, 8° 2′ 44″ O       | Hellingsturm I             | | 43793672 | Weitere Bilder |
| Große Domsfreiheit 52° 16′ 42″ N, 8° 2′ 47″ O       | Hellingsturm II            | | 43793623 |                |
| Große Domsfreiheit 52° 16′ 42″ N, 8° 2′ 47″ O       | Hellingsmauer              | | 43793647 | BW             |
| Große Domsfreiheit 52° 16′ 42″ N, 8° 2′ 40″ O       | Möser-Denkmal              | | 43810447 | Weitere Bilder |
| Große Domsfreiheit 52° 16′ 39″ N, 8° 2′ 42″ O       | Dom St. Petrus             | 1218 unter Bischof Adolf von Tecklenburg mit Neubau einer spätromanischen bis frühgotischen Basilika begonnen, um 1250 abgeschlossen. Integration von großen Teilen des Vorgängerbaus aus der 2. Hälfte des 11. Jh., einer nach sächsischem Bauschema errichteten flachgedeckten, dreischiffigen Pfeilerbasilika in Sandsteinquader-Bauweise. Die Doppelturmfront im Westen im unteren Teil aus dem 11. Jh., die obere Ergänzung aus dem 16. Jahrhundert, Sakristei am südlichen Querhausarm, um 1230. Querhaus und großer, oktogonaler Vierungsturm aus dem 12. Jahrhundert mit acht Ziergiebeln, zahlreichen romanischen Biforienfenstern, Bogenfries und spitzem Helm. An der Westseite große Fensterrose mit hochgotischem Maßwerk von 1305, Portal mit ornamentiertem Tympanon, flankierenden Säulen und mehrfach gestuftem Gewände von 1531, der Spitzbogen 1840 erneuert und mit einem Wimperg aus durchbrochenem Maßwerk gekrönt. | 43790278 | Weitere Bilder |
| Große Domsfreiheit 52° 16′ 40″ N, 8° 2′ 43″ O       | Kleine Kirche/Paulskapelle | | 43792483 | Weitere Bilder |
| Große Domsfreiheit 1 52° 16′ 41″ N, 8° 2′ 44″ O     | ehem. Jesuitenkolleg       | | 43797578 |                |
| Große Domsfreiheit 2 / 3 52° 16′ 42″ N, 8° 2′ 42″ O | Pastorat (Kurienhaus)      | | 43797818 | Weitere Bilder |
| Große Domsfreiheit 5 / 6 52° 16′ 44″ N, 8° 2′ 42″ O | Priesterseminar            | | 43797888 |                |
| Große Domsfreiheit 7 52° 16′ 44″ N, 8° 2′ 41″ O     | Pfarrhaus II               | | 43797939 |                |
| Große Domsfreiheit 8 52° 16′ 44″ N, 8° 2′ 40″ O     | Bischöfliches Palais       | | 43797962 |                |
| Große Domsfreiheit 13 52° 16′ 43″ N, 8° 2′ 38″ O    | Wohnhaus                   | | 43798014 |                |
| Große Domsfreiheit 14 52° 16′ 43″ N, 8° 2′ 38″ O    | Pfarrhaus I                | | 43798110 |                |
| Große Domsfreiheit 15 52° 16′ 42″ N, 8° 2′ 38″ O    | Wohnhaus                   | | 43798133 |                |
| Große Domsfreiheit 16 52° 16′ 42″ N, 8° 2′ 38″ O    | Wohnhaus                   | | 43799467 |                |
| Große Gildewart 13 52° 16′ 38″ N, 8° 2′ 22″ O       | Gildehaus (Zunfthaus)      | | 43794863 | Weitere Bilder |
| Große Gildewart 14 52° 16′ 38″ N, 8° 2′ 21″ O       | Gaststätte                 | | 43794891 |                |
| Große Gildewart 15 52° 16′ 37″ N, 8° 2′ 21″ O       | Gaststätte                 | | 43794913 |                |
| Große Gildewart 17 52° 16′ 37″ N, 8° 2′ 21″ O       | Wohnhaus                   | | 43794937 |                |
| Große Gildewart 18 52° 16′ 37″ N, 8° 2′ 22″ O       | Wohnhaus                   | | 43794961 |                |
| Große Gildewart 19 52° 16′ 37″ N, 8° 2′ 22″ O       | Wohnhaus                   | | 43794984 |                |
| Große Gildewart 20 52° 16′ 36″ N, 8° 2′ 22″ O       | Wohnhaus                   | | 43795005 |                |
| Große Gildewart 21 52° 16′ 36″ N, 8° 2′ 22″ O       | Wohnhaus                   | | 43795026 |                |
| Große Gildewart 27 52° 16′ 38″ N, 8° 2′ 23″ O       | Wohnhaus                   | | 43795140 |                |
| Große Straße 43 52° 16′ 32″ N, 8° 2′ 44″ O          | Wohnhaus Berghoff          | | 43806641 | Weitere Bilder |
| Große Straße 46 52° 16′ 33″ N, 8° 2′ 43″ O          | Hirsch-Apotheke            | | 43806663 | Weitere Bilder |
| Große Straße 62 52° 16′ 29″ N, 8° 2′ 45″ O          | Wohnhaus                   | | 43806687 |                |

## H
| Lage                                                | Bezeichnung                                           | Beschreibung | ID       | Bild |
| --------------------------------------------------- | ----------------------------------------------------- | --- | -------- | --- |
| Hakenstraße 4a 52° 16′ 32″ N, 8° 2′ 33″ O           | Hof von Diepenbrock zu Mark                           | | 43806753 | Weitere Bilder |
| Hakenstraße 8c / d 52° 16′ 25″ N, 8° 2′ 31″ O       | Wohnhaus                                              | | 43806777 | BW |
| Hakenstraße 9 52° 16′ 24″ N, 8° 2′ 30″ O            | Poggenburg / Städt. Konservatorium                    | | 43790488 | Weitere Bilder |
| Hakenstraße 10/11 52° 16′ 25″ N, 8° 2′ 34″ O        | Bürgerschule, ehem. (Turnhalle)                       | | 43806823 | |
| Hakenstraße 15 52° 16′ 28″ N, 8° 2′ 34″ O           | Staatshochbauamt/Verwaltungsgericht                   | Verwaltungsgebäude der Nachkriegsmoderne aus 1954/55. Heutige Nutzung als Fachgerichtszentrum (Arbeitsgericht Osnabrück, Sozialgericht Osnabrück und Verwaltungsgericht Osnabrück). | 43810198 | |
| Hakenstraße 15 52° 16′ 28″ N, 8° 2′ 33″ O           | Staatshochbauamt/Verwaltungsgericht (Pflasterung)     | Ursprüngliche Pflasterung des Vorplatzes. Denkmal ist nicht mehr vorhanden. | 44069600 | [[Vorlage:Bilderwunsch/code!/C:52.274523,8.04262!/D:Hakenstraße 15, Staatshochbauamt/Verwaltungsgericht (Pflasterung) !/\|BW]] |
| Hakenstraße 15 52° 16′ 29″ N, 8° 2′ 34″ O           | Staatshochbauamt/Verwaltungsgericht (Plastik)         | Plastik Sitzende oder Sinnende, Sandstein, Fritz Szalinski 1955 | 44069612 | |
| Hamburger Straße 52° 16′ 12″ N, 8° 3′ 36″ O         | Brücke DB-Strecke 1621                                | Stahlfachwerk-Eisenbahnbrücke der sog. Bremer Kurve über die Hamburger Straße | 44146228 | Weitere Bilder |
| Hamburger Straße 52° 16′ 16″ N, 8° 3′ 36″ O         | Hasebrücke, EÜ km 117,55                              | Steinbogen-Eisenbahnbrücke der Bahnstrecke Wanne-Eickel–Hamburg über den Fluss Hase | 43981014 | |
| Hamburger Straße 52° 16′ 15″ N, 8° 3′ 39″ O         | Straßenbrücke (Hasebrücke)                            | Brücke der Hamburger Straße über den Fluss Hase. Denkmal ist nach einem Neubau 2023/24 nicht mehr vorhanden. | 43981026 | [[Vorlage:Bilderwunsch/code!/C:52.270937,8.060779!/D:Hamburger Straße, Straßenbrücke (Hasebrücke) !/\|BW]]                     |
| Hamburger Straße 52° 16′ 16″ N, 8° 3′ 42″ O         | Zentralbahnhof (Ringlokschuppen)                      | Ringlokschuppen des Bahnbetriebswerkes Osnabrück aus 1913. Heutige Nutzung als Innovationszentrum. | 43810672 | Weitere Bilder |
| Hamburger Straße 52° 16′ 15″ N, 8° 3′ 45″ O         | Zentralbahnhof (Drehscheibe)                          | Drehscheibe zur Anbindung des Ringlokschuppens. Denkmal ist nicht mehr vorhanden. | 44132959 | [[Vorlage:Bilderwunsch/code!/C:52.270754,8.062382!/D:Hamburger Straße, Zentralbahnhof (Drehscheibe) !/\|BW]]                   |
| Hans-Böckler-Straße 12 52° 16′ 12″ N, 8° 2′ 34″ O   | Ratsgymnasium                                         | Schulgebäude aus 1905/06 | 43790384 | Weitere Bilder |
| Hasemauer 1 52° 16′ 45″ N, 8° 2′ 24″ O              | Dominikanerkloster zum Heiligen Kreuz                 | Im Zeitraum 13. bis 18. Jahrhundert entstandenes Klostergebäude. Heutige Nutzung als Verwaltungsgebäude. | 43803253 | |
| Hasemauer 1 52° 16′ 44″ N, 8° 2′ 23″ O              | Kloster-/ Dominikanerkirche                           | Gotische Klosterkirche des ehemaligen Dominikanerklosters zum heiligen Kreuz als hell verputzter Bruchsteinbau unter ziegelrotem Satteldach, Ende des 13. Jh. auf den Grundmauern eines älteren Gebäudes errichtet. Ursprünglich als Hallenkirche konzipiert, dann jedoch mit langgezogenem 5/8-Chor, dreischiffigem Hallenjoch am Chor und anschließendem zweischiffigen basilikalen Langhaus errichtet. Das Äußere durch die großflächigen Spitzbogenfenster mit farbigem Bleiglas, einer Restaurierung aus den 1960er Jahren entstammend und erhaltenem Strebewerk aus Sandstein geprägt. Heutige Nutzung als Kunsthalle. | 43805657 | Weitere Bilder |
| Hasestraße 52° 16′ 52″ N, 8° 2′ 38″ O               | Hasetorbrücke (sog. Angers-Brücke)                    | Steinerne, viergliedrige Bogenbrücke aus 1914, auf der die Hasestraße den Fluss Hase überquert. | 43806893 | Weitere Bilder |
| Hasestraße 2 52° 16′ 52″ N, 8° 2′ 37″ O             | Wohnhaus                                              | | 43802460 | Weitere Bilder |
| Hasestraße 3 52° 16′ 51″ N, 8° 2′ 37″ O             | Wohnhaus                                              | | 43802692 | BW |
| Hasestraße 25 / 26 52° 16′ 45″ N, 8° 2′ 35″ O       | Gasthaus Deele                                        | | 43806921 | Weitere Bilder |
| Hasestraße 35 52° 16′ 42″ N, 8° 2′ 36″ O            | Wohnhaus                                              | | 43796043 | Weitere Bilder |
| Hasestraße 36 52° 16′ 42″ N, 8° 2′ 36″ O            | Wohnhaus                                              | | 43796071 | Weitere Bilder |
| Hasestraße 37 52° 16′ 42″ N, 8° 2′ 36″ O            | Wohn-/ Geschäftshaus                                  | | 43796097 | Weitere Bilder |
| Hasestraße 40a 52° 16′ 41″ N, 8° 2′ 38″ O           | Bischöfliche Kanzlei                                  | | 43796120 | Weitere Bilder |
| Hasestraße 41 52° 16′ 42″ N, 8° 2′ 37″ O            | Haus Hasekamp                                         | | 43806948 | Weitere Bilder |
| Hasestraße 44 52° 16′ 43″ N, 8° 2′ 37″ O            | Wohnhaus                                              | | 43796149 | BW |
| Hasestraße 45 52° 16′ 44″ N, 8° 2′ 37″ O            | Wohnhaus                                              | | 43796170 | Weitere Bilder |
| Hasestraße 46 52° 16′ 44″ N, 8° 2′ 37″ O            | Wohn-/ Geschäftshaus                                  | Handtuchhaus | 43796194 | |
| Hasestraße 47 52° 16′ 44″ N, 8° 2′ 37″ O            | sogen. Schmales Handtuch                              | Handtuchhaus | 43796216 | |
| Hasestraße 48 52° 16′ 44″ N, 8° 2′ 37″ O            | Wohn-/ Geschäftshaus                                  | Handtuchhaus | 43796239 | BW |
| Hasestraße 61 52° 16′ 48″ N, 8° 2′ 38″ O            | Wohnhaus                                              | | 43806973 | |
| Hasestraße 69 52° 16′ 51″ N, 8° 2′ 38″ O            | Wohnhaus                                              | | 43802968 | |
| Hasetorwall 52° 16′ 46″ N, 8° 2′ 23″ O              | Bürgergehorsam                                        | | 43806995 | Weitere Bilder |
| Hasetorwall 2 52° 16′ 46″ N, 8° 2′ 20″ O            | Wohnhaus                                              | | 43796261 | BW |
| Hasetorwall 2a 52° 16′ 46″ N, 8° 2′ 21″ O           | Wohnhaus                                              | | 43796283 | BW |
| Hasetorwall 2b 52° 16′ 47″ N, 8° 2′ 21″ O           | Wohnhaus                                              | | 43796305 | BW |
| Hasetorwall 3 52° 16′ 47″ N, 8° 2′ 22″ O            | Wohnhaus                                              | | 43796327 | BW |
| Hasetorwall 3a 52° 16′ 47″ N, 8° 2′ 22″ O           | Wohnhaus                                              | | 43796351 | BW |
| Hasetorwall 4 52° 16′ 48″ N, 8° 2′ 22″ O            | Wohnhaus                                              | | 43796374 | BW |
| Hasetorwall 5 52° 16′ 48″ N, 8° 2′ 23″ O            | Wohnhaus                                              | | 43796396 | BW |
| Hasetorwall 6 52° 16′ 48″ N, 8° 2′ 23″ O            | Wohnhaus                                              | | 43796418 | BW |
| Hasetorwall 7 52° 16′ 49″ N, 8° 2′ 24″ O            | Wohnhaus                                              | | 43796440 | BW |
| Hasetorwall 8 52° 16′ 49″ N, 8° 2′ 24″ O            | Wohnhaus                                              | | 43793745 | BW |
| Hasetorwall 9 52° 16′ 49″ N, 8° 2′ 25″ O            | Wohnhaus                                              | | 43793768 | BW |
| Hasetorwall 10 52° 16′ 50″ N, 8° 2′ 25″ O           | Wohnhaus                                              | | 43793790 | BW |
| Hasetorwall 11 52° 16′ 50″ N, 8° 2′ 26″ O           | Wohnhaus                                              | | 43793813 | BW |
| Hasetorwall 12 52° 16′ 50″ N, 8° 2′ 26″ O           | Wohnhaus                                              | | 43793835 | BW |
| Hasetorwall 13 52° 16′ 51″ N, 8° 2′ 27″ O           | Wohnhaus                                              | | 43793857 | BW |
| Hasetorwall 14 52° 16′ 51″ N, 8° 2′ 27″ O           | Wohnhaus                                              | | 43793879 | BW |
| Hasetorwall 14a 52° 16′ 51″ N, 8° 2′ 28″ O          | Wohnhaus                                              | | 43793902 | BW |
| Hasetorwall 15 52° 16′ 52″ N, 8° 2′ 28″ O           | Wohnhaus                                              | | 43793925 | BW |
| Hasetorwall 16 52° 16′ 52″ N, 8° 2′ 29″ O           | Wohnhaus                                              | | 43793948 | BW |
| Hasetorwall 22 52° 16′ 56″ N, 8° 2′ 29″ O           | Kloster zur ewigen Anbetung                           | | 43807022 | BW |
| Hasetorwall 22 52° 16′ 54″ N, 8° 2′ 28″ O           | Kloster zur ewigen Anbetung (Einfriedung)             | | 44127559 | BW |
| Heger Straße 1 52° 16′ 34″ N, 8° 2′ 20″ O           | Gaststätte „Peitsche“                                 | | 43794000 | |
| Heger Straße 2 52° 16′ 35″ N, 8° 2′ 21″ O           | Wohnhaus                                              | | 43798258 | |
| Heger Straße 3 52° 16′ 35″ N, 8° 2′ 21″ O           | Wohn-/ Geschäftshaus                                  | | 43794025 | Weitere Bilder |
| Heger Straße 4 52° 16′ 35″ N, 8° 2′ 22″ O           | Wohnhaus                                              | | 43794050 | |
| Heger Straße 5 52° 16′ 36″ N, 8° 2′ 22″ O           | Wohn-/ Geschäftshaus                                  | | 43794074 | |
| Heger Straße 6–9 52° 16′ 36″ N, 8° 2′ 23″ O         | Wohn-/ Geschäftshaus                                  | | 43794098 | |
| Heger Straße 10 52° 16′ 36″ N, 8° 2′ 24″ O          | Wohnhaus                                              | | 43794118 | |
| Heger Straße 11 52° 16′ 36″ N, 8° 2′ 25″ O          | Wohnhaus                                              | | 43794142 | |
| Heger Straße 12 52° 16′ 36″ N, 8° 2′ 25″ O          | Haus Vassmel                                          | | 43794164 | |
| Heger Straße 13 52° 16′ 37″ N, 8° 2′ 26″ O          | Wohnhaus                                              | | 43796462 | |
| Heger Straße 14 52° 16′ 37″ N, 8° 2′ 26″ O          | Wohnhaus                                              | | 43796485 | |
| Heger Straße 15 52° 16′ 37″ N, 8° 2′ 26″ O          | Wohnhaus                                              | | 43796510 | |
| Heger Straße 16 52° 16′ 37″ N, 8° 2′ 27″ O          | Wohnhaus                                              | | 43796533 | BW |
| Heger Straße 17 52° 16′ 38″ N, 8° 2′ 27″ O          | Wohnhaus                                              | | 43796555 | |
| Heger Straße 18 52° 16′ 37″ N, 8° 2′ 27″ O          | Wohn-/ Geschäftshaus                                  | | 43796579 | |
| Heger Straße 19 52° 16′ 37″ N, 8° 2′ 26″ O          | Wohn-/ Geschäftshaus                                  | | 43796604 | |
| Heger Straße 20 52° 16′ 37″ N, 8° 2′ 26″ O          | Wohn-/ Geschäftshaus                                  | | 43796626 | |
| Heger Straße 21 52° 16′ 37″ N, 8° 2′ 26″ O          | Wohn-/ Geschäftshaus                                  | | 43796651 | |
| Heger Straße 22 52° 16′ 37″ N, 8° 2′ 25″ O          | Wohn-/ Geschäftshaus                                  | | 43796675 | |
| Heger Straße 23 52° 16′ 37″ N, 8° 2′ 25″ O          | Wohn-/ Geschäftshaus                                  | | 43796699 | |
| Heger Straße 24 52° 16′ 37″ N, 8° 2′ 24″ O          | Wohn-/ Geschäftshaus                                  | | 43796723 | |
| Heger Straße 25 52° 16′ 36″ N, 8° 2′ 24″ O          | Wohn-/ Geschäftshaus                                  | | 43796745 | |
| Heger Straße 25 52° 16′ 37″ N, 8° 2′ 24″ O          | Steinwerk                                             | | 44121216 | BW |
| Heger Straße 26 52° 16′ 36″ N, 8° 2′ 23″ O          | Wohn-/ Geschäftshaus                                  | | 43796769 | |
| Heger Straße 27 / 28 52° 16′ 36″ N, 8° 2′ 23″ O     | Wohn-/ Geschäftshaus                                  | | 43796791 | |
| Heger Straße 29 / 30 52° 16′ 36″ N, 8° 2′ 21″ O     | Wohn-/ Geschäftshaus                                  | | 43796816 | |
| Heger Straße 31 / 32 52° 16′ 35″ N, 8° 2′ 21″ O     | Wohn-/ Geschäftshaus                                  | | 43796838 | |
| Heger Straße 33 52° 16′ 35″ N, 8° 2′ 21″ O          | Wohn-/ Geschäftshaus                                  | | 43796860 | |
| Heger Straße 34 52° 16′ 35″ N, 8° 2′ 21″ O          | Gaststätte                                            | | 43796882 | |
| Heger Straße 35 52° 16′ 35″ N, 8° 2′ 20″ O          | Gaststätte                                            | | 43796908 | BW |
| Heger Tor 52° 16′ 36″ N, 8° 2′ 19″ O                | Heger Tor (Waterloo-Denkmal)                          | | 43796931 | Weitere Bilder |
| Hegertorwall 1c 52° 16′ 25″ N, 8° 2′ 26″ O          | Wohnhaus                                              | | 43796961 | BW |
| Hegertorwall 1c 52° 16′ 25″ N, 8° 2′ 26″ O          | Vorgarten                                             | | 44116670 | BW |
| Hegertorwall 2 52° 16′ 25″ N, 8° 2′ 26″ O           | Wohnhaus                                              | | 43796988 | BW |
| Hegertorwall 2 52° 16′ 25″ N, 8° 2′ 26″ O           | Vorgarten                                             | | 44116760 | BW |
| Hegertorwall 3 / 4 52° 16′ 24″ N, 8° 2′ 27″ O       | Wohnhaus                                              | | 43797014 | BW |
| Hegertorwall 3 / 4 52° 16′ 24″ N, 8° 2′ 26″ O       | Vorgarten                                             | | 44116783 | BW |
| Hegertorwall 5 52° 16′ 24″ N, 8° 2′ 27″ O           | Wohnhaus                                              | | 43797069 | BW |
| Hegertorwall 5 52° 16′ 24″ N, 8° 2′ 26″ O           | Vorgarten                                             | | 44118431 | BW |
| Hegertorwall 12 52° 16′ 21″ N, 8° 2′ 28″ O          | Wohnhaus                                              | | 43803754 | BW |
| Hegertorwall 14 52° 16′ 22″ N, 8° 2′ 23″ O          | Ehem. Höhere Mädchenschule                            | | 43807045 | BW |
| Hegertorwall 18 52° 16′ 25″ N, 8° 2′ 23″ O          | Regierungsgebäude                                     | Repräsentatives Gebäude für die Bezirksregierung Osnabrück, erbaut 1893–1896 im Wilhelminischen Stil. Heute Sitz der Polizeidirektion Osnabrück. | 43807069 | Weitere Bilder |
| Hegertorwall 24 52° 16′ 28″ N, 8° 2′ 21″ O          | Wohnhaus                                              | | 43797095 | |
| Hegertorwall 25 52° 16′ 29″ N, 8° 2′ 21″ O          | Wohnhaus                                              | | 43797121 | |
| Hegertorwall 24/25 52° 16′ 29″ N, 8° 2′ 22″ O       | Vorgärten der Wohnhausgruppe II am Hegertorwall 24/25 | Vorgärten östlich der Wohnhausgruppe mit Zaunpfosten und Zauneinfriedungen aus Eisen, die um 1898 errichtet wurden. | 44118484 | |
| Hegertorwall 27 52° 16′ 30″ N, 8° 2′ 20″ O          | Villa Schlikker (Kulturgeschichtliches Museum)        | | 43807094 | |
| Hegertorwall 28 52° 16′ 32″ N, 8° 2′ 19″ O          | Kulturgeschichtliches Museum (Nussbaum-Haus)          | | 43807119 | Weitere Bilder |
| Hegertorwall 28 52° 16′ 31″ N, 8° 2′ 18″ O          | Gartenmauer                                           | | 43815994 | BW |
| Herderstraße 7 52° 16′ 27″ N, 8° 2′ 7″ O            | Wohnhaus                                              | | 43797171 | BW |
| Herderstraße 9 52° 16′ 27″ N, 8° 2′ 6″ O            | Wohnhaus                                              | | 43797193 | BW |
| Herderstraße 10 52° 16′ 26″ N, 8° 2′ 5″ O           | Wohnhaus                                              | | 47176411 | BW |
| Herderstraße 10 52° 16′ 26″ N, 8° 2′ 4″ O           | Gartenhaus                                            | | 47176457 | BW |
| Herderstraße 11 52° 16′ 26″ N, 8° 2′ 6″ O           | Wohnhaus                                              | | 43797216 | BW |
| Herderstraße 13 52° 16′ 26″ N, 8° 2′ 6″ O           | Wohnhaus                                              | | 43797238 | BW |
| Herderstraße 15 52° 16′ 25″ N, 8° 2′ 6″ O           | Wohnhaus                                              | | 43797260 | BW |
| Herderstraße 17 52° 16′ 25″ N, 8° 2′ 6″ O           | Wohnhaus                                              | | 43797282 | BW |
| Herderstraße 19 52° 16′ 24″ N, 8° 2′ 6″ O           | Wohnhaus                                              | | 43797304 | BW |
| Herderstraße 21 52° 16′ 24″ N, 8° 2′ 7″ O           | Wohnhaus                                              | | 43797326 | BW |
| Herderstraße 23 52° 16′ 23″ N, 8° 2′ 6″ O           | Wohnhaus                                              | | 43797351 | BW |
| Herderstraße 26 52° 16′ 22″ N, 8° 2′ 5″ O           | Wohn-/ Geschäftshaus                                  | | 43797374 | |
| Herderstraße 27 52° 16′ 21″ N, 8° 2′ 7″ O           | Wohnhaus                                              | | 43797396 | |
| Herderstraße 28 52° 16′ 21″ N, 8° 2′ 5″ O           | Wohnhaus                                              | | 43797418 | |
| Herderstraße 29 52° 16′ 20″ N, 8° 2′ 7″ O           | Wohnhaus                                              | | 43804565 | |
| Herderstraße 30 52° 16′ 20″ N, 8° 2′ 5″ O           | Wohnhaus                                              | | 43797441 | |
| Herderstraße 32 52° 16′ 20″ N, 8° 2′ 5″ O           | Wohnhaus                                              | | 43797463 | |
| Herderstraße 34 52° 16′ 19″ N, 8° 2′ 5″ O           | Wohnhaus                                              | | 43797485 | |
| Herrenteichsstraße 3 / 4 52° 16′ 33″ N, 8° 2′ 51″ O | Wohnhaus                                              | | 43797507 | |
| Herrenteichsstraße 11 52° 16′ 33″ N, 8° 2′ 46″ O    | Wohnhaus                                              | Dreigeschossiges Wohngebäude mit Sandsteinfassade im Rundbogenstil von ca. 1860. Bis 2008 als Wohngebäude mit Café-Lokal im Erdgeschoss genutzt, dann entkernt und seitdem als Treppenhaus eines Parkhauses genutzt. | 43804587 | |
| Herrenteichswall 52° 16′ 45″ N, 8° 2′ 48″ O         | Wallanlage                                            | | 43810947 | Weitere Bilder |
| Herrenteichswall 52° 16′ 40″ N, 8° 2′ 49″ O         | Flußlauf                                              | | 43986039 | |
| Herrenteichswall 52° 16′ 34″ N, 8° 2′ 54″ O         | Bergmannsbrunnen/Haarmannsbrunnen                     | | 43793696 | Weitere Bilder |
| Herrenteichswall 52° 16′ 47″ N, 8° 2′ 49″ O         | Denkmal (Rathenau/Ebert/Erzberger)                    | | 43816563 | Weitere Bilder |
| Herrenteichswall 2 52° 16′ 37″ N, 8° 2′ 54″ O       | kath. Bürgerschule / Domschule                        | | 43805154 | BW |

## J
| Lage                                                | Bezeichnung             | Beschreibung | ID       | Bild           |
| --------------------------------------------------- | ----------------------- | ------------ | -------- | -------------- |
| Jahnplatz 1 52° 16′ 14″ N, 8° 2′ 4″ O               | Wohnhaus                |              | 43807739 | BW             |
| Johannisfreiheit 12 52° 16′ 14″ N, 8° 3′ 6″ O       | Johanniskirche          |              | 43790308 | Weitere Bilder |
| Johannisfreiheit 12 52° 16′ 17″ N, 8° 3′ 8″ O       | Pfarrhaus               |              | 43807286 |                |
| Johannisfreiheit 12 52° 16′ 16″ N, 8° 3′ 8″ O       | Pfarrhaus (Einfriedung) |              | 44127301 |                |
| Johannisstraße 4 52° 16′ 3″ N, 8° 3′ 12″ O          | Wohnhausfassade         |              | 43807308 | Weitere Bilder |
| Johannisstraße 10 / 11 52° 16′ 4″ N, 8° 3′ 11″ O    | Wohn-/ Geschäftshaus    |              | 43807332 | BW             |
| Johannisstraße 37 / 38 52° 16′ 12″ N, 8° 3′ 6″ O    | Neustädter Rathaus      |              | 43807353 | Weitere Bilder |
| Johannisstraße 39 / 40 52° 16′ 17″ N, 8° 3′ 5″ O    | St. Johann (Waisenhaus) |              | 43798058 |                |
| Johannisstraße 92 / 93 52° 16′ 12″ N, 8° 3′ 4″ O    | Vorplatz                |              | 44120149 | BW             |
| Johannisstraße 92 / 93 52° 16′ 11″ N, 8° 3′ 5″ O    | Wohn-/ Geschäftshaus    |              | 43798082 | Weitere Bilder |
| Johannisstraße 136 / 137 52° 15′ 58″ N, 8° 3′ 14″ O | Ehem. Fabrik Disselkamp |              | 43810250 | BW             |
| Johannistorwall 52° 16′ 1″ N, 8° 3′ 8″ O            | Neustädter Turm         |              | 43807378 | Weitere Bilder |

## K
| Lage                                                   | Bezeichnung                         | Beschreibung | ID       | Bild           |
| ------------------------------------------------------ | ----------------------------------- | --- | -------- | -------------- |
| Katharinenstraße 2 52° 16′ 24″ N, 8° 2′ 30″ O          | Poggenburg / Städt. Konservatorium  | | 43796017 | BW             |
| Katharinenstraße 4 52° 16′ 24″ N, 8° 2′ 29″ O          | Konservatorium                      | | 43798183 | BW             |
| Katharinenstraße 5 52° 16′ 23″ N, 8° 2′ 29″ O          | Wohnhaus                            | | 43798209 | BW             |
| Katharinenstraße 6 / 8 52° 16′ 24″ N, 8° 2′ 28″ O      | Doppelhaus                          | | 43798231 | BW             |
| Katharinenstraße 7 52° 16′ 23″ N, 8° 2′ 28″ O          | Wohnhaus                            | | 43808289 | BW             |
| Katharinenstraße 13 52° 16′ 22″ N, 8° 2′ 21″ O         | Wohnhaus                            | | 43798282 | BW             |
| Katharinenstraße 15 52° 16′ 22″ N, 8° 2′ 21″ O         | Wohnhaus                            | | 43798308 | BW             |
| Katharinenstraße 16 52° 16′ 23″ N, 8° 2′ 21″ O         | Wohnhaus                            | | 43798334 | BW             |
| Katharinenstraße 17 52° 16′ 22″ N, 8° 2′ 20″ O         | Wohnhaus                            | | 43798360 | BW             |
| Katharinenstraße 18 52° 16′ 23″ N, 8° 2′ 20″ O         | Wohnhaus                            | | 43798386 | BW             |
| Katharinenstraße 20 52° 16′ 23″ N, 8° 2′ 19″ O         | Wohnhaus                            | | 43798407 | BW             |
| Katharinenstraße 21 52° 16′ 22″ N, 8° 2′ 18″ O         | Wohnhaus                            | | 43798433 | BW             |
| Katharinenstraße 22 52° 16′ 23″ N, 8° 2′ 19″ O         | Wohnhaus                            | | 43798454 | BW             |
| Katharinenstraße 25 52° 16′ 22″ N, 8° 2′ 17″ O         | Wohnhaus                            | | 43798501 | BW             |
| Katharinenstraße 26 52° 16′ 23″ N, 8° 2′ 16″ O         | Wohnhaus                            | | 43798527 | BW             |
| Katharinenstraße 27 52° 16′ 22″ N, 8° 2′ 15″ O         | Wohnhaus                            | | 43798553 | BW             |
| Katharinenstraße 29 52° 16′ 22″ N, 8° 2′ 14″ O         | Wohnhaus                            | | 43798574 | BW             |
| Katharinenstraße 30 52° 16′ 22″ N, 8° 2′ 14″ O         | Wohnhaus                            | | 43798596 | BW             |
| Katharinenstraße 32 52° 16′ 22″ N, 8° 2′ 13″ O         | Wohnhaus                            | | 43798619 | BW             |
| Katharinenstraße 33 52° 16′ 22″ N, 8° 2′ 13″ O         | Wohnhaus                            | | 43798645 | BW             |
| Katharinenstraße 34 52° 16′ 22″ N, 8° 2′ 12″ O         | Wohnhaus                            | | 43798669 | BW             |
| Katharinenstraße 35 52° 16′ 22″ N, 8° 2′ 12″ O         | Wohnhaus                            | | 43798695 | BW             |
| Katharinenstraße 36 52° 16′ 22″ N, 8° 2′ 11″ O         | Wohnhaus                            | | 43798721 | BW             |
| Katharinenstraße 37 52° 16′ 21″ N, 8° 2′ 12″ O         | Wohnhaus                            | | 43798747 | BW             |
| Katharinenstraße 38 52° 16′ 22″ N, 8° 2′ 11″ O         | Wohnhaus                            | | 43798771 | BW             |
| Katharinenstraße 40 52° 16′ 22″ N, 8° 2′ 10″ O         | Wohnhaus                            | | 43798795 | BW             |
| Katharinenstraße 41 52° 16′ 21″ N, 8° 2′ 11″ O         | Wohnhaus                            | | 43798820 | BW             |
| Katharinenstraße 42 52° 16′ 22″ N, 8° 2′ 9″ O          | Wohnhaus                            | | 43798846 | BW             |
| Katharinenstraße 44 52° 16′ 22″ N, 8° 2′ 9″ O          | Wohnhaus                            | | 43798870 | BW             |
| Katharinenstraße 45 52° 16′ 21″ N, 8° 2′ 9″ O          | Wohnhaus                            | | 43798894 | BW             |
| Katharinenstraße 46 52° 16′ 22″ N, 8° 2′ 8″ O          | Wohnhaus                            | | 43798918 | BW             |
| Katharinenstraße 47 52° 16′ 21″ N, 8° 2′ 8″ O          | Wohnhaus                            | | 43798942 | BW             |
| Katharinenstraße 48 52° 16′ 22″ N, 8° 2′ 7″ O          | Wohnhaus                            | | 43798968 | BW             |
| Katharinenstraße 49 52° 16′ 21″ N, 8° 2′ 7″ O          | Wohnhaus                            | | 43798992 | BW             |
| Katharinenstraße 50 52° 16′ 22″ N, 8° 2′ 7″ O          | Wohnhaus                            | | 43799018 | BW             |
| Katharinenstraße 51 52° 16′ 21″ N, 8° 2′ 7″ O          | Wohnhaus                            | | 43799042 | BW             |
| Katharinenstraße 53 52° 16′ 21″ N, 8° 2′ 5″ O          | Wohnhaus                            | | 43799066 |                |
| Katharinenstraße 54 52° 16′ 22″ N, 8° 2′ 5″ O          | Wohnhaus                            | | 43811832 | BW             |
| Katharinenstraße 55 52° 16′ 21″ N, 8° 2′ 4″ O          | Wohnhaus                            | | 43799090 |                |
| Katharinenstraße 57 52° 16′ 21″ N, 8° 2′ 3″ O          | Wohnhaus                            | | 43799113 |                |
| Katharinenstraße 59 52° 16′ 21″ N, 8° 2′ 2″ O          | Wohnhaus                            | | 43799137 |                |
| Katharinenstraße 61 52° 16′ 21″ N, 8° 2′ 2″ O          | Wohnhaus                            | | 43799161 |                |
| Katharinenstraße 63 52° 16′ 21″ N, 8° 2′ 1″ O          | Wohnhaus                            | | 43799187 |                |
| Katharinenstraße 65 / 67 52° 16′ 21″ N, 8° 2′ 0″ O     | Wohnhaus                            | | 43799209 |                |
| Katharinenstraße 69 52° 16′ 21″ N, 8° 1′ 58″ O         | Wohnhaus                            | | 43799233 |                |
| Katharinenstraße 71 52° 16′ 20″ N, 8° 1′ 57″ O         | Wohnhaus                            | | 43799257 |                |
| Katharinenstraße 73 52° 16′ 20″ N, 8° 1′ 57″ O         | Wohnhaus                            | | 43799280 |                |
| Katharinenstraße 75 52° 16′ 20″ N, 8° 1′ 56″ O         | Wohnhaus                            | | 43799302 |                |
| Katharinenstraße 77 52° 16′ 20″ N, 8° 1′ 55″ O         | Wohnhaus                            | | 43799324 |                |
| Katharinenstraße 79 52° 16′ 20″ N, 8° 1′ 55″ O         | Wohnhaus                            | | 43799346 |                |
| Katharinenstraße 81 52° 16′ 20″ N, 8° 1′ 54″ O         | Wohnhaus                            | | 43799369 |                |
| Katharinenstraße 96 52° 16′ 21″ N, 8° 1′ 47″ O         | Wohnhaus                            | | 43811189 |                |
| Katharinenstraße 98 52° 16′ 20″ N, 8° 1′ 47″ O         | Wohnhaus                            | | 43811212 |                |
| Katharinenstraße 107 52° 16′ 19″ N, 8° 1′ 43″ O        | Wohnhaus                            | | 43811383 |                |
| Kleine Domsfreiheit 3 / 4 52° 16′ 37″ N, 8° 2′ 42″ O   | Kuriengebäude                       | | 43807492 | Weitere Bilder |
| Kleine Domsfreiheit 11 / 12 52° 16′ 35″ N, 8° 2′ 48″ O | Ursulinum I (kath.Töchterschule)    | | 43807517 |                |
| Kleine Domsfreiheit 15 / 18 52° 16′ 37″ N, 8° 2′ 46″ O | Ursulinum I (kath.Töchterschule)    | | 43817118 |                |
| Kleine Domsfreiheit 20 52° 16′ 42″ N, 8° 2′ 45″ O      | Gymnasium Carolinum                 | | 43799392 | Weitere Bilder |
| Kleine Domsfreiheit 20 52° 16′ 41″ N, 8° 2′ 45″ O      | Karl der Große                      | | 43803302 | Weitere Bilder |
| Kleine Domsfreiheit 22 52° 16′ 39″ N, 8° 2′ 45″ O      | Wohnhaus                            | | 43799418 |                |
| Kleine Domsfreiheit 23 52° 16′ 38″ N, 8° 2′ 44″ O      | ehem. Vikarskurie                   | | 43799441 | Weitere Bilder |
| Kleine Domsfreiheit 24 52° 16′ 38″ N, 8° 2′ 43″ O      | Diözesanmuseum / Dombibliothek      | | 43799491 |                |
| Kleine Domsfreiheit 25 52° 16′ 37″ N, 8° 2′ 40″ O      | „Gößlingsches Haus“                 | Um 1790 errichtetes Wohnhaus auf dem Grundstück Johannisstraße 19/20. Die Translozierung der Fassade des Gößlingschen Hauses an den heutigen Standort Kleine Domsfreiheit 25 erfolgte 1960/1961. | 43799517 | Weitere Bilder |
| Kleine Gildewart 9 52° 16′ 39″ N, 8° 2′ 24″ O          | Haus d.Technik (ehem. Fuhrhalterei) | | 43799542 |                |
| Kleine Gildewart 10 52° 16′ 38″ N, 8° 2′ 25″ O         | Wohnhaus                            | | 43799568 | BW             |
| Kleine Gildewart 11 52° 16′ 38″ N, 8° 2′ 26″ O         | Katzenhaus                          | | 43799590 |                |
| Kleine Gildewart 12 52° 16′ 38″ N, 8° 2′ 26″ O         | Wohnhaus                            | | 43799615 |                |
| Kollegienwall 15 52° 16′ 18″ N, 8° 3′ 21″ O            | Mühlenwehr                          | | 44144734 | Weitere Bilder |
| Kollegienwall 16 52° 16′ 18″ N, 8° 3′ 20″ O            | Neue Mühle                          | | 43812140 |                |
| Kommenderiestraße 32 52° 16′ 9″ N, 8° 2′ 54″ O         | Hakenhof                            | | 43807566 |                |
| Krahnstraße 1 / 2 52° 16′ 37″ N, 8° 2′ 28″ O           | Haus Tenge                          | | 43799815 | Weitere Bilder |
| Krahnstraße 1 / 2 52° 16′ 37″ N, 8° 2′ 27″ O           | Haus Tenge (Steinwerk)              | | 44123622 |                |
| Krahnstraße 3 52° 16′ 37″ N, 8° 2′ 29″ O               | Wohn-/ Geschäftshaus                | | 43799843 |                |
| Krahnstraße 4 52° 16′ 37″ N, 8° 2′ 29″ O               | Haus Läer                           | | 43799866 | Weitere Bilder |
| Krahnstraße 5 52° 16′ 36″ N, 8° 2′ 29″ O               | Wohnhaus                            | | 43799891 |                |
| Krahnstraße 6 52° 16′ 36″ N, 8° 2′ 30″ O               | Haus Baumeister                     | | 43799913 |                |
| Krahnstraße 7 52° 16′ 36″ N, 8° 2′ 30″ O               | Haus Willmann                       | | 43799937 | Weitere Bilder |
| Krahnstraße 7 52° 16′ 36″ N, 8° 2′ 29″ O               | Steinwerk                           | | 44123957 | BW             |
| Krahnstraße 8 52° 16′ 36″ N, 8° 2′ 30″ O               | Wohn-/ Geschäftshaus                | | 43799965 |                |
| Krahnstraße 9 / 10 52° 16′ 35″ N, 8° 2′ 31″ O          | Haus Schwarze (Stadtsparkasse)      | | 43799988 |                |
| Krahnstraße 24 52° 16′ 33″ N, 8° 2′ 37″ O              | Wohn-/ Geschäftshaus                | | 43807588 | Weitere Bilder |
| Krahnstraße 49 52° 16′ 36″ N, 8° 2′ 32″ O              | Wohn-/ Geschäftshaus                | | 43800015 |                |
| Krahnstraße 50 52° 16′ 36″ N, 8° 2′ 32″ O              | Wohnhaus                            | | 43800039 |                |
| Krahnstraße 53 52° 16′ 36″ N, 8° 2′ 31″ O              | Wohn-/ Geschäftshaus                | | 43800110 |                |